# Sportfreunde Stuttgart
Maillots
Le Sportfreunde Stuttgart est un club allemand de football localisé dans la ville Stuttgart dans le Bade-Wurtemberg.

## Histoire

### 1874 à 1945
Le club fut initialement créé comme cercle gymnique, le 18 avril 1874 sous l’appellation de Turnverein Heslach .
En juin 1889, le club prit le nom de Turnverein Karlsvorstadt.
Le 20 juin 1896, un autre club fut fondé, le Fußballclub Karlsvorstadt. En 1900, ce club fusionna avec le F.C. Adler et le F.C. Askania pour former le Stuttgarter Sportfreunde 1896.
Ce club devint un des membres fondateurs de la SüdkreisLiga en 1908. C’était alors la plus haute division du Bade-Wurtemberg . Le club termina régulièrement en milieu de classement. Il fut relégué en 1912-1913 après une réduction du nombre de participants à la série. À l’époque, un de ses joueurs, Eugen Kipp fut sélectionné à 18 reprises dans l’équipe nationale allemande en 1908 et 1913.
Après la Première Guerre mondiale, le Turnverein Karlsvorstadt et le Stuttgarter Sportfreunde 1896 fusionnèrent pour former le Stuttgarter Sportfreunde 1896. Le club rejoua dans la plus haute ligue régionale, la Kreisliga Wurtemberg dont il termina 3e en 1920.
La saison 1921-1922 fut la plus réussie du Sportfreundes. Il remporta la titre de sa Division locale puis battit les Kickers Stuttgart (1-0 et 3-1) en finale de la Kreisliga. Cela lui donna le droit de participer à la finale de la région de Bade-Wurtemberg. IL prit le meilleur sur le Karlsruher FV (1-0 et 1-1) pour se qualifier pour les demi-finales du Champion d’Allemagne du Sud, Sportfreunde y fut battu de justesse (0-1) par le Borussia Neunkirchen.
La saison suivante, le club manqua de peu l’accession à la finale de la Bezirksliga Bade-Wurtemberg. Ensuite, le Sportfreunde fut relégué au 2e niveau régional et y resta jusqu’en 1926. Après quatre saisons de bagarre pour se maintenir, il descendit à nouveau en 1930.
Le club retrouva un peu de sa superbe en 1933 lorsqu’il se qualifia pour devenir un des fondateurs de la Gauliga Württemberg (équivalent D1 nationale), une des seize ligues créées par la réforme de la compétition allemande exigée par le régime nazi qui venait d‘arriver au pouvoir.
Le Sportfreunde Stuttgart resta en Gauliga jusqu’au terme de la Seconde Guerre mondiale. IL finit trois deuxième de cette ligue, mais ne parvint jamais à décrocher le titre.

### Après 1945
Après la chute de l’Allemagne nazie, les Alliés provoquèrent la dissolution de tous les clubs. Le Sportfreunde fut reconstitué et joua en Landesliga Württemberg qu’il remporta en 1946-1947. Il gagna ainsi le droit de jouer en Oberliga Sud, une ligue de niveau D1 créée par la DFB. La saison fut sportivement pénible car, encaissant plus de 100 buts, le club termina dernier et descendit.
Sportfreunde resta quelques saisons une bonne équipe de milieu de tableau. En 1950, il échoua de peu à décrocher sa promotion vers la Zweite Oberliga Süd. Par après, il recula dans la hiérarchie et ne parvint jamais plus à revenir jouer dans les plus hautes divisions nationales.
Le 9 avril 1987, le club adopta le nom de Sportfreunde Stuttgart 1874.

## Palmarès
- Champion de Kreisliga Wurtemberg: 1922
- Champion de Bade-Wurtemberg: 1922
- 2e de la Gauliga Württemberg: 1936, 1940, 1943
- Champion Landesliga Württemberg: 1947

## Sources et liens externes
- Das deutsche Fußball-Archiv
- Website officiel du Sportfreunde Stuttgart 1874